# Jedle jehlicovitá
Jedle jehlicovitá (Abies holophylla) je jehličnatý strom z čeledi borovicovitých. Pochází z východní Asie, v ČR je zřídka pěstována jako okrasná dřevina.

## Popis
Stálezelený strom dorůstající 30–50 m. Koruna kuželovitá. Borka je hnědošedá až šedá, v mládí mělce rozbrázděná, později hrubě šupinovitá. Letorosty žlutošedé, ve druhém roce rýhované. Jehlice 2–4,5 cm, dlouhé 2–2,5 mm široké, shora tmavě zelené, lesklé, vespod se dvěma bílými pruhy; jsou zakončené špičkou a ostře pichlavé. Na větvičce jsou uspořádány zhruba dvouřadě, uprostřed formují široký klín ve tvaru písmene V.
Šištice samčí jsou žluté, samičí nachové. Šišky válcovité, 9–14 cm dlouhé a 3,5–4,5 cm široké, zpočátku zelené, později hnědé. Semeno trojúhelníkovitého tvaru, 6 mm dlouhé a 4 mm široké s 13 mm dlouhým křídlem. Kvetení duben–květen, šišky dozrávají září–říjen.

## Výskyt
Vyskytuje se ve východní Asii: Čína, Mandžusko, Severní Korea. Okrajově zasahuje i na ruský Dálný východ (Přímořský kraj).

## Ekologie
Horská, pomalu rostoucí dřevina, roste v nadmořských výškách 500–1500 m, v hlubších, na humus bohatších, kyselých a vlhkých granitových půdách. Strom upřednostňuje plné oslunění.

## Zajímavosti
Jedle jehlicovitá dobře odolává jedlovým mšicím. Pro pevné, ozdobné dřevo (vyrábí se z něj překližka, dýha ale i některé hudební nástroje) dochází k jejímu častému kácení (obzvláště v Rusku, ale i jinde), úbytky se pohybují kolem 30 % populace jedle jehlicovité.